# Super Biton de Ségou
 (juillet 2024).
Super Biton de Ségou, abrégé Super Biton, est un groupe malien de jazz, originaire de Ségou. Il est particulièrement populaire et influent dans les années 1970 et dans la première moitié des années 1980, lorsqu'il devient un groupe national de jazz. Il compte jusqu'à 19 membres jusqu'au départ du leader Amadou Bât, en 1986. Après une pause, le groupe se reforme avec quatre nouveaux membres, dont le guitariste Mama Sissoko comme leader du groupe en 2001. Le groupe clôture annuellement le Festival sur le Niger à Ségou.

## Histoire
Super Biton de Ségou est formé dans les années 1960 à Ségou. Il s'agit du plus ancien orchestre de danse du Mali, et de l'un des plus anciens orchestres africains. Nommé d'après le chef du royaume bamana, Biton Coulibaly, leur style musical se base sur celui du peuple bambara (le « jazz bambara », qui incorpore beaucoup d'instruments à vent), mais aussi sur les cultures peul, mandingue et somono. Elle est fortement influencée par la musique cubaine, notamment par l'utilisation de congas et de bongos, et mêle des éléments traditionnels et contemporains.
Ils se font connaître du grand public malien lors des Semaines de la jeunesse, où ils remportent plusieurs prix entre 1964 et 1968. Ils font leur entrée sur la scène en 1970, en intégrant des éléments plus traditionnels - les « rythmes de danse entraînants » du style bambara - ainsi que des cuivres et des guitares. La première Biennale culturelle, organisée par le président Moussa Traoré en 1970, leur apporte une reconnaissance nationale. D'autres groupes, comme Super Djata, suivent leur exemple sur le plan stylistique.
Les membres originaux sont les chanteurs Mamadou Doumbia (« Percé »), Toussaint Siané, Papa Gaoussou Diarra (« Papus »), Aboubacar Kissa (« Cubain »), ainsi que le corniste et leader Amadou Bâ. Mama Sissoko, guitariste, rejoint le groupe en 1972 en provenance de l'orchestre de Kayes. Ils enregistrent plusieurs albums.
Au milieu des années 1970, Super Biton est considéré comme le premier « orchestre national » du Mali et compte à un certain moment 19 musiciens et un répertoire de plus de 200 chansons. En 1977, ils sortent deux albums sous le nom de Super Biton national de Ségou. En raison de la politique culturelle des années 1970, ils avaient pour mandat de mettre en valeur le patrimoine culturel de la région. Ils devaient représenter non seulement les Bambaras, mais aussi les Bobos, et surtout les chasseurs (connus sous le nom de Dozo). Les chansons devaient être éducatives et encourager les jeunes Maliens à travailler et à faire preuve de bravoure. Percé Doumbia, Toussaint Siané et Abou Kissa partent en brousse et enregistrent les voix des vieilles femmes qui chantent les chants cérémoniels du mariage et de l'excision.
En 1976, le fait d'être nommé « orchestre national » fait d'eux des fonctionnaires de l'État malien, et donc des résidents à vie. Par la suite, certains membres du groupe d'origine sont décédés, d'autres ont perdu leurs illusions.
Ils jouent au Festival d'Angoulême pendant plusieurs années. En 1986, le directeur du festival organise une tournée pour le groupe, qui inclut le festival de jazz de Nancy, en France, ainsi que des représentations en Allemagne de l'Ouest et de l'Est. Par la suite, Amadou Bâ quitte le groupe, et certains membres partent pour des carrières solo ; Mamadou Percé Doumbia part en France.
En 2001, le Festival sur le Niger (festival Sur le Fleuve) favorise le recrutement de quatre nouveaux jeunes musiciens pour Super Biton, et le groupe se reforme Super Biton commence à jouer en clôture du festival annuel. Le groupe reformé comprend les membres originaux Mama Sissoko (qui succède à Bâ en tant que leader du groupe), Toussaint, Papus, Cubain, et le membre survivant le plus âgé du groupe Mamadou Coulibaly ( » Coulou »), ainsi que de nouvelles recrues.

## Reconnaissance
Le groupe est largement acclamé, et considéré comme une influence majeure pour les musiciens maliens qui suivent. Le guide Rough Guides, ouvrage de référence de 1999, World Music, décrit le groupe comme « un groupe pionnier des années 1980 dans la tradition rock Bamana de Ségou ». Il remporte aussi la Biennale nationale du Mali en 1970, 1972, 1974 et 1976, avant d'être mis hors concours et d'être nommé orchestre national.
Selon l'initiative Timbuktu Renaissance, Super Biton est l'un des « deux groupes en particulier [qui] ont laissé une marque indélébile sur le paysage musical malien », l'autre étant Rail Band, tous deux « pionniers de la fusion des sons et rythmes traditionnels de Ségou et des genres modernes ».